# Bystřice (okres Jičín)
Obec Bystřice se nachází v okrese Jičín, kraj Královéhradecký. Žije zde 370 obyvatel.

## Historie
První písemná zmínka o vesnici pochází z roku 1365.
Roku 1438 vesnici koupil Mikuláš Zajíc z Hazmburka a připojil ji k panství hradu Kost.

## Části obce
- Bystřice
- Važice

## Pamětihodnosti
- Kostel Nanebevzetí Panny Marie
- Socha svatého Jana Nepomuckého na mostě

## Galerie

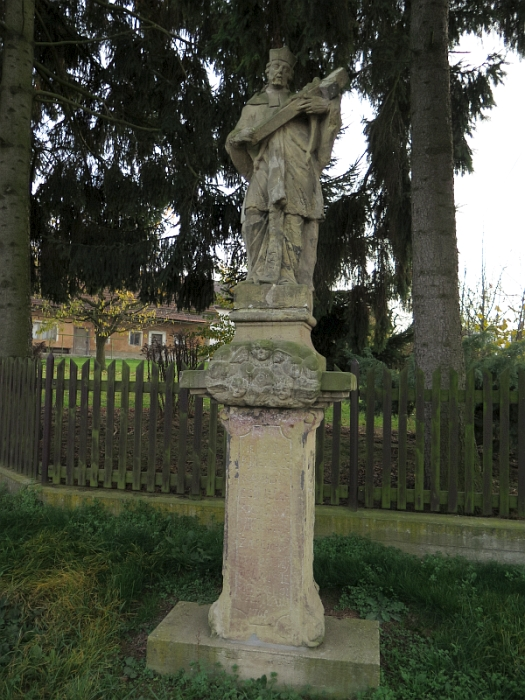
Bystřice, socha svatého Jana Nepomuckého
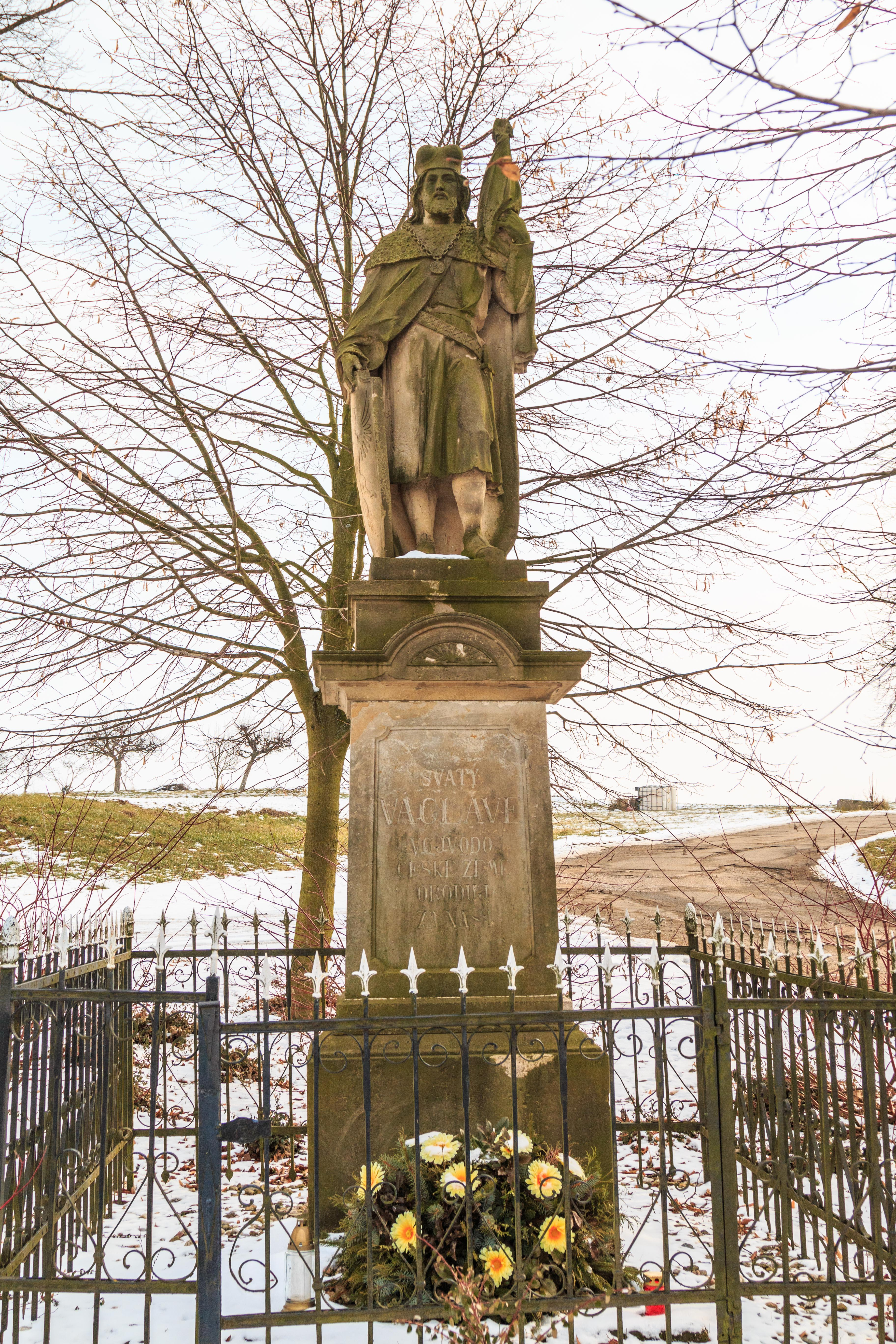
Socha svatého Václava v Bystřici